# امکدال
امکدال (به فرانسوی: Imgdal) یک شهرک در مراکش است که در استان حوز واقع شده‌است. امکدال ۵٬۵۳۷ نفر جمعیت دارد.